# Mallos dugesi
Mallos dugesi är en spindelart som först beskrevs av Becker 1886.  Mallos dugesi ingår i släktet Mallos och familjen kardarspindlar. Inga underarter finns listade i Catalogue of Life.